# Burnham Park Ground
Burnham Park Ground – stadion piłkarski znajdujący się w mieście New Amsterdam w Gujanie. Posiada nawierzchnię trawiastą. Może pomieścić 1000 osób. 